# La Neuville-Housset
 La Neuville-Housset  là một xã ở tỉnh Aisne, vùng Hauts-de-France thuộc miền bắc nước Pháp.